# Finlayson (entreprise)
Pour les articles homonymes, voir Finlayson.
Finlayson Oy est un fabricant de textiles finlandais.

## Société
La société est fondée en 1820 par l'ingénieur écossais James Finlayson, qui établit une filature à Tampere.
La société fabrique des textiles sous les marques Finlayson and Familon. 
Elle a des boutiques et des revendeurs en Finlande, en Russie, dans les Pays baltes et vend ses produits en ligne.

## Architecture

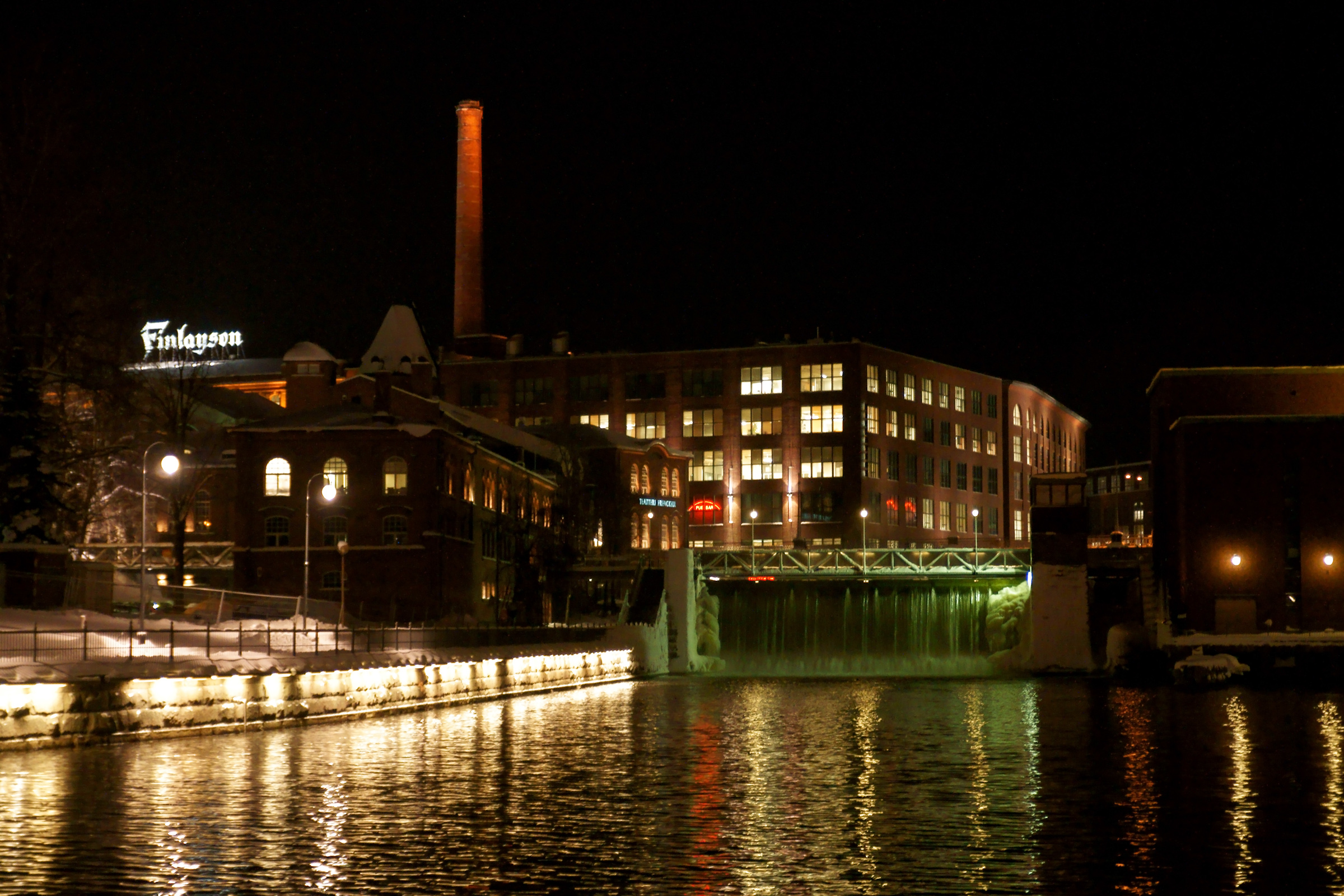
L'usine Finlayson à Tampere.

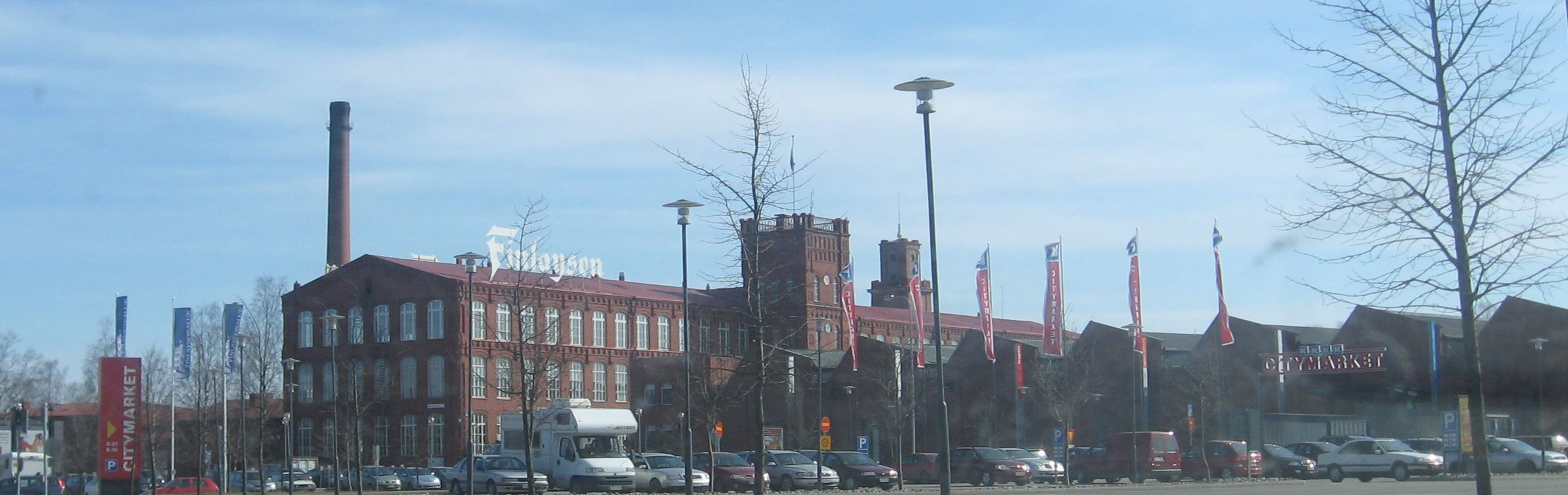
L'usine Finlayson à Forssa.

La zone Finlayson est le site industriel historique qui donne son cachet au centre de Tampere.